# カワサキ機工
カワサキ機工株式会社（カワサキきこうかぶしきかいしゃ、Kawasaki Kiko Co.,Ltd.）は、静岡県島田市に本社、同県掛川市に本部をおき、茶摘機など茶業向け機械器具を製造する企業。
同社の製品には「KAWASAKI」ブランドがつけられているが、オートバイや船外機などを製造する川崎重工業との関連はない。

## 主要な製品
主に製茶業関連の機械・機器を製造している。
- レール型茶園管理システム
- 乗用型茶摘採機
- 自走型茶摘採機
- バリカン茶摘機
- 乗用型病害虫防除機
- 製茶機械
- 食品プラント機械

## 沿革
- 1905年（明治38年）- 志太郡六合村の八木多作の考案した八木式粗揉機を、創業者の川﨑今平が研究試作。八木家より特許を譲受して製造を開始[1]。
- 1952年（昭和27年）- 株式会社川崎鉄工場設立
- 1974年（昭和49年）- カワサキ機工株式会社に社名変更
- 2004年（平成16年）- ISO 9001認証を取得[2]

## 拠点
- 本社（静岡県島田市）
- 本部・技術センター（静岡県掛川市）
- 九州支店（鹿児島県鹿児島市）
- 関西営業所（三重県亀山市）
- 福岡営業所（福岡県八女市）
- 宮崎営業所（宮崎県児湯郡高鍋町）
- 大隅営業所（鹿児島県曽於市）

## 関連会社
- 株式会社 川崎園
- 浙江川崎茶業機械有限公司